# Athroolopha nevadaria
Athroolopha nevadaria là một loài bướm đêm trong họ Geometridae.